# Wygonakowate

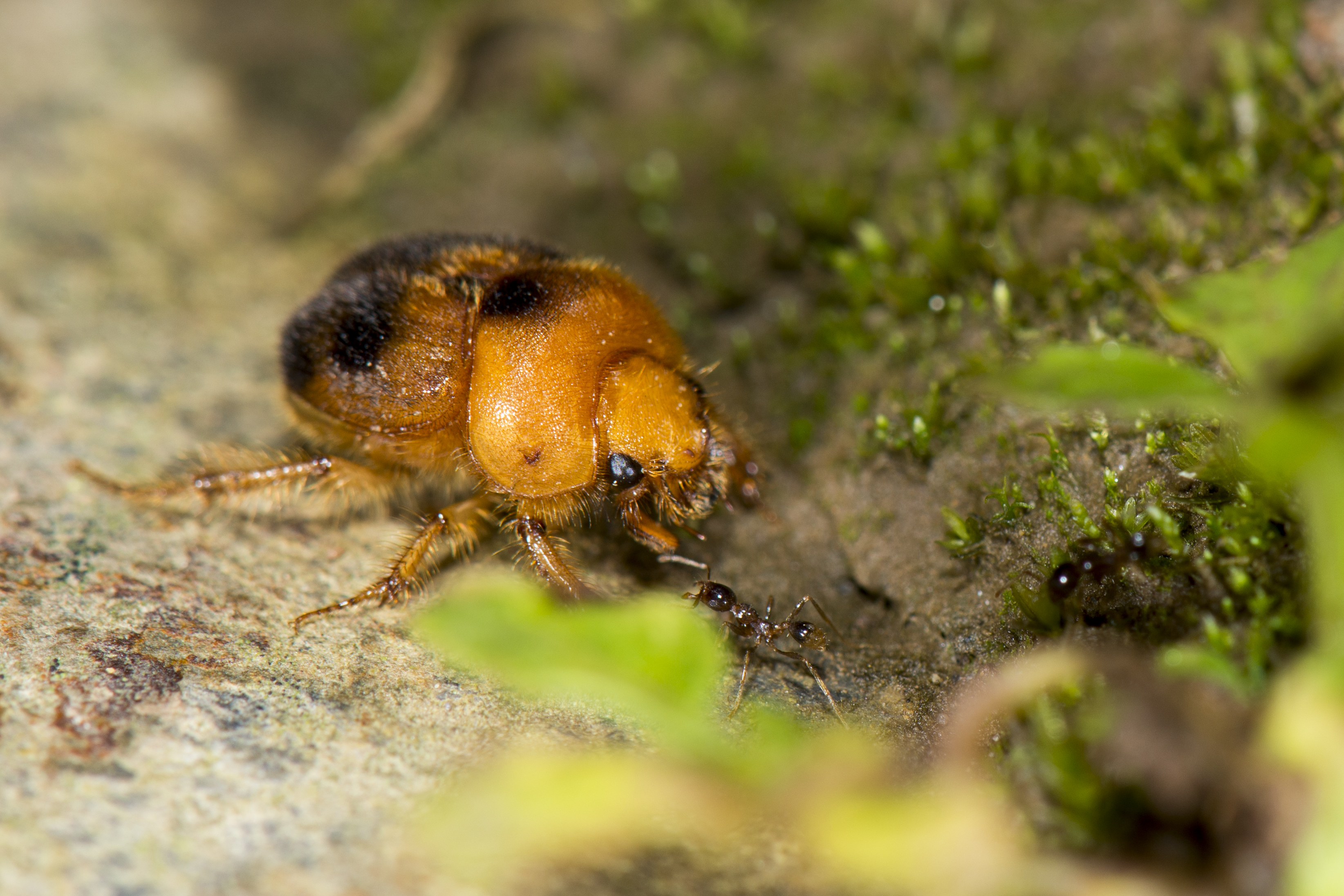
Ochodaeus sakaii

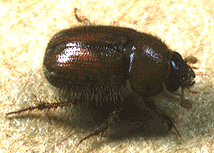
Nieoznaczony przedstawiciel rodzaju Ochodaeus

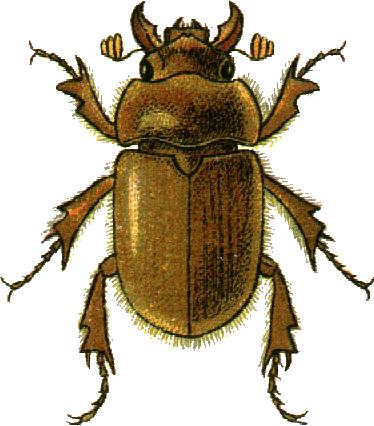
Codocera ferruginea, rycina autorstwa Jakobsona

Wygonakowate (Ochodaeidae) – rodzina chrząszczy z podrzędu wielożernych i nadrodziny żuków. Występują we wszystkich krainach zoogeograficznych oprócz australijskiej. W zapisie kopalnym znane są od keloweju w jurze.

## Morfologia

### Owad dorosły
Chrząszcze o wysklepionym, owalnym do podługowatego ciele osiągającym od 3 do 10 mm długości. Ubarwione są w odcieniach żółci, brązu, rudego i czerni; niekiedy występują na ich ciele dwie z wymienionych barw. Oskórek zwykle jest owłosiony.
Głowa ma nadustek zrośnięty z czołem i wysunięte ku przodowi, widoczne od góry narządy gębowe. Przednia krawędź nadustka może być zaopatrzona w guzki. Zbudowane z dobrze wykształconych omatidiów (eukoniczne), stosunkowo duże oczy złożone nie są podzielone występem policzka. Warga górna jest dobrze widoczna, często dwupłatowa z wcięciem pośrodku. Nadgębie może być zaokrąglone na wierzchołku, kwadratowe, wcięte lub dwupłatowe; bywa porośnięte różnego rodzaju szczecinkami. Czułki buduje zwykle 10 członów (tylko u Chaetocanthini 9), z których 3 ostatnie tworzą buławkę o klinowatym kształcie. Zesklerotyzowane, zwężające się ku szczytom żuwaczki wystają ku przodowi poza wargę górną. Głaszczki szczękowe zwykle zbudowane są z czterech, rzadziej z pięciu członów. Głaszczki wargowe budują trzy lub cztery człony.
Przedplecze jest wypukłe, zwykle punktowane; może być nagie lub porośnięte owłosieniem. Między nasadami pokryw widoczna jest trójkątna tarczka. Pokrywy są wysklepione, zwykle z podłużnymi rzędami (rowkami). Powierzchnia pokryw często ma ziarenkowatą mikrorzeźbę i owłosienie, ale może być także naga i gładka. Odnóża środkowej pary mają na goleniach ostrogę o krawędzi grzebieniastej lub zaokrąglenie ząbkowanej. Stopy wszystkich odnóży są pięcioczłonowe i pozbawione empodiów.
Odwłok jest krótki i ma wszystkie przetchlinki funkcjonalne; te na segmentach od pierwszego do szóstego umieszczone są bocznie, na błonach pleuralnych, zaś te na segmencie siódmym i ósmym grzbietowo, na tergitach.

### Larwa
Larwy pozostają bardzo słabo zbadane; opisano je tylko u Pseudochodaeus estriatus. Są pędrakami o ciele wygiętym w kształt litery „C”. Ubarwienie mają białawe, jedynie na wierzchołku odwłoka ciemniejsze. Czułki zbudowane są z czterech członów, z których dwa ostatnie wyposażone są w narządy zmysłowe. Brak całkowicie oczu. Puszka głowowa odznacza się uwstecznionym szwem czołowonadustkowym. Nadgębie ma rozrośnięte i symetryczne tormy. Szczęki mają żuwki zewnętrzną i wewnętrzną wyraźnie oddzielone. Żuwaczki oraz trójczłonowe głaszczki szczękowe zaopatrzone są elementy aparatu strydulacyjnego. Tułów odznacza się dobrze wykształconymi, pięcioczłonowymi odnóżami, które wieńczą porośnięte szczecinkami pazurki. Brak jest elementów strydulacyjnych na odnóżach. Przetchlinki mają postać sitkowatą.

## Biologia i ekologia
Biologia i ekologia tych chrząszczy są słabo zbadane. Najczęściej spotykane są w siedliskach piaszczystych i półpustynnych. Gatunki środkowoeuropejskie stwierdzano na murawach kserotermicznych, nieużytkach, skrajach lasów, pobrzeżach rzek i stanowiskach o charakterze stepowym.
U większości gatunków imagines latają nocą, a dzień spędzają w ukryciu, np. pod ziemią. Przedstawiciele tych gatunków najczęściej odławiani są, gdy przylatują do sztucznych źródeł światła. Mniej liczne gatunki aktywne są za dnia. Fakt znajdywania tych owadów pod ziemią oraz stwierdzenie w przewodzie pokarmowym jednego z gatunków zarodników grzybów pozwoliło na wysunięcie hipotezy, iż są to mykofagi, żerujące na owocnikach grzybów podziemnych. Larwy niektórych gatunków z Nowego Świata są myrmekofilne i rozwijają się w detrytusie, gromadzącym się w gniazdach mrówek z rodzaju Atta.

## Rozprzestrzenienie
Rodzina rozmieszczona jest niemal kosmopolitycznie, ale brak jej w krainie australijskiej. Najliczniej reprezentowana jest Holarktyce, Afryce Południowej i na Madagaskarze.
W Polsce potwierdzono występowanie tylko w przypadku wygonaka (zobacz: wygonakowate Polski) – jest on umieszczony jako zagrożony na Czerwonej liście zwierząt ginących i zagrożonych w Polsce oraz objęty w tym kraju częściową ochroną gatunkową. Jednokrotne doniesienie o występowaniu w tym kraju Codocera ferruginea (znanego m.in. z ościennych Słowacji i Ukrainy) nie zostało potwierdzone; wspominana Czerwona lista klasyfikuje go jako gatunek wymarły w Polsce.

## Taksonomia i ewolucja
Takson ten wprowadzili w 1871 roku Étienne Mulsant i Claudius Rey pod nazwą Ochodéens. Dawniej umieszczany był w randze podrodziny w obrębie rodziny żukowatych, w grupie podrodzin laparosticti. Współcześnie jego pozycja jako odrębnej rodziny jest powszechnie przyjmowana.
Podział wygonakowatych na podrodziny i plemiona przedstawia się następująco:
- Chaetocanthinae Scholtz in Scholtz, D'Hotman, Evans & Nel, 1988
  - Chaetocanthini Scholtz in Scholtz, D'Hotman, Evans & Nel, 1988
  - Pseudochodaeini Scholtz, 1988
  - Synochodaeini Scholtz, 1988
- †Cretochodaeinae Nikolajev, 1995
- Ochodaeinae Mulsant & Rey, 1871
  - Enodognathini Scholtz, 1988
  - Ochodaeini Mulsant & Rey, 1871

Najstarsze skamieniałości tych chrząszczy pochodzą z keloweju w jurze i należą do Mesochodaeus daohugouensis.